# Al Hvarizmi
 Mohamed ben Musa al Madžusi (potomec nekega Magijca) Abu Džafar Abdulah Perez Al Hvarizmi [àl hvarízmi] (arabsko أبو عبد الله محمد بن موسى الخوارزمي), perzijski matematik, astronom in geograf, * 780, Hiva, nekdanji Horezm ob Aralskem jezeru, pokrajina Korasan, sedaj Uzbekistan, † 850.

## Življenje in delo
Al Horízmi je bil uzbeškega porekla. Je najpomembnejša osebnost zgodnje zgodovine arabske matematike. Je eden od največjih znanstvenih umov islama. V večji meri je vplival na matematično misel kot noben drug srednjeveški pisec. Delal je v Al Mamunovi akademiji, Bajt al Hikmi (Hiši modrosti) v Bagdadu kot knjižničar skupaj z al-Hasibom in na Observatoriju v Bagdadu.
Napisal je več knjig o matematiki in astronomiji, od katerih je delno ohranjeno v kopijah pet. Leta 820 je predelal arabske prevode Brahmaguptovih del, ki jih je naročil kalif Al Mamun.
Tudi sam je leta 825 napisal knjižico, kako računati z indijskimi številkami. V tej svoji aritmetiki je pojasnil indijski sestav zapisovanja števil, hisab al Hindi, desetiški sistem. Čeprav je ta izvirnik v arabščini izgubljen, obstaja tudi Adelardov latinski prevod iz 12. stoletja.
Al Horizmi je zapustil pisanje števil s črkami in jih je začel označevati s številkami, vključno z ničlo. Te številke, ki so jih Arabci prevzeli leta 814, je leta 820 imenoval hindi števke in s tem pokazal na njihovo indijsko poreklo. Ta knjiga je bila eden od virov, ki so zahodno Evropo seznanili z decimalnim sistemom mestnih vrednosti. Naslov prevoda Algorithmi de numero Indorum (indico) je našemu matematičnemu jeziku dodal izraz algoritem, kar je latinizacija avtorjevega imena. Nekaj podobnega se je zgodilo z njegovo algebro Račun integriranja in enačb (Hisab al jabr wal muqabala, Hisab Al Gebr w´ al mukvabalah, L' al´ djebr ou ´al mukabalach, Al-jabr wa´l muqabala, Al-kilab al-muchtasar fi fisab al džabr wa-I-mugabala, Hisab algabr valmukabalah, Al Gebr or´al mugabalah, al - Jabr Hisab w-al-Muqabalah, Al džebr v´almukabala) (dobesedno: Veda o zožitvi in krajšanju ali tudi Računski postopek za dopolnjenje (dopolnjevanje) in izenačenje (izenačevanje), kar verjetno pomeni znanost o enačbah), ki jo je napisal po nalogu kalifa Al Mamuna leta 830. To algebro, o kateri se je ohranilo arabsko besedilo, so na Zahodu spoznali po Robertovem latinskem prevodu iz okoli leta 1145 (prevedel ga naj bi tudi Gerard) in beseda al-jabr (Al Gebr, al' djebr, al - džabr, Al-jabr, algabr)}, ki so jo Arabci v Španiji izgovarjali približno kot al-gabr, je postala sinonim za vso algebro, ki do srede 19. stoletja res ni bila nič drugega kot znanost o enačbah. Kot nasledstvo arabske nadrejenosti v Španiji je tudi beseda brivec, ki so ga imenovali tudi algebrist, to je tisti, ki popravlja zlomljeno in lepilec. V njej je več kot 800 primerov, katere so že prej uporabljali Neobabilonci. Njegova knjiga obravnava linearne in kvadratne enačbe, toda brez kakršnegakoli algebrskega simbolizma in celo brez diofantskega retoričnega simbolizma. Med enačbami so tile trije tipi:
{\displaystyle x^{2}+10x=39\;,\;x^{2}+21=10x\;,\;3x+4=x^{2}\!\,,}
ki so jih morali obravnavati ločeno, dokler so dopuščali samo pozitivne koeficiente. Ti trije tipi se pogosto pojavljajo v kasnejših delih - tako teče prva enačba kot zlata nit skozi algebrske knjige več stoletij. Vsako kvadratno enačbo lahko po njegovi metodi seštevanja členov iste vrste izvedemo na enega od šest standardnih tipov kvadratnih enačb s pozitivnimi koeficienti ({\displaystyle b,c\in \mathbb {N} ^{+}\,}):
| {\displaystyle ax^{2}+bx=c\!\,} | kvadrati in koreni enaki številu               |
| {\displaystyle ax^{2}+c=bx\!\,} | kvadrati in število enaki korenom              |
| {\displaystyle bx+c=ax^{2}\!\,} | koreni in število enaki kvadratom              |
| {\displaystyle ax^{2}=bx\!\,}   | kvadrati enaki korenom ({\displaystyle c=0\,}) |
| {\displaystyle ax^{2}=c\!\,}    | kvadrati enaki številu ({\displaystyle b=0\,}) |
| {\displaystyle bx=c\!\,}        | koreni enaki številu ({\displaystyle a=0\,})   |

Za rešitev enačbe : {\displaystyle ax^{2}=bx} Al Horizmi ni upošteval 0.
Al-jabr je proces odstranjevanja negativnih enot, korenov in kvadratov iz enačbe s prištevanjem enake vrednosti na obeh straneh. Enačba {\displaystyle x^{2}=40x-4x^{2}\,} se na primer reducira na enačbo {\displaystyle 5x^{2}=40x\,}. Al-muqābala je proces postavljanja količin enake vrste na isto stran enačbe. Enačba {\displaystyle x^{2}+14=x+5\,} se na primer na ta način reducira na enačbo {\displaystyle x^{2}+9=x\,}.
Mnoga razglabljanja so bila geometrijske narave. To njegovo delo so uporabljali vse do 16. stoletja kot glavni matematični učbenik na evropskih univerzah. Arabska matematika se s tem delom ne omejuje le na enostaven prenos grškega znanja, ampak ga tudi osvaja in uporablja v oblikah, ki jih ni prevzela od Grkov. V njegovem delu je tudi obravnavanje matematičnih problemov, ki so izhajali iz arabske zakonodaje in ne iz grškega izročila. Njegove daleč poznane astronomske in trigonometrične tabele Zidž al-sindhind (Zij; زيج), ki jih je naročil Al Mamun, (z vrednostmi sinusov in tangensov) in jih je okoli leta 820 izdelal po al-Fazarijevemu delu, prav tako spadajo med arabska dela, ki so jih kasneje prevedli v latinščino. Te njegove tabele je predelal po 200 letih Al Majriti, v latinščino pa jih je leta 1126 prvi prevedel Adelard. Postale so osnova za druga dela. Te arabske astronomske in geometrijske tabele so zamenjale vse prejšnje grške in indijske tabele. Uporabljati so jih začeli tudi na Kitajskem. To je prvi povzetek trigonometrije med Arabci. Njegova geometrija je preprost katalog pravil za merjenje in je precej pomembna, ker njene zametke zasledimo v židovskemu besedilu iz leta 150. Iz tega dela je očitno, da avtor ni bil naklonjen evklidskim tradicijam.
Njegova astronomija je izvleček iz indijske astronomske knjige Siddhantas po al-Fazariju in zato bržkone kaže nekaj grškega vpliva, ki je prišel vanjo prek tega sanskrtskega besedila. Njegova dela kažejo na splošno več vzhodnjaškega kot grškega vpliva, morda namenoma. Njegovo delo ima pomembno vlogo v zgodovini matematike, ker je eden od glavnih virov, po katerih so se v zahodni Evropi seznanili z indijskimi številkami in arabsko algebro. Na to kaže tudi ime cifre iz arabske besede al (as) sifr in zero, nič, prazno. Čeprav Arabci niso iznašli ničle, so jo s svojimi številkami prinesli v Evropo. Do srede 19. stoletja kaže algebra svoj vzhodnjaški izvor s pomanjkanjem aksiomatične osnove in se s tem ostro loči od evklidske geometrije. Današnja elementarna algebra in geometrija še vedno kažeta znake, ki so posledica njunega različnega izvora. V njegovem delu lahko opazimo tudi egipčanske vplive, kar pa ni čudno. Poleg štirih računskih operacij seštevanja, odštevanja, množenja in deljenja ima še dve, podvojitev in razpolavljanje. Pri njem najdemo še povsem evklidske račune:
{\displaystyle {\sqrt {10}}{\sqrt {5}}={\sqrt {50}}\!\,,}
»V družini je umrla žena in zapustila moža, sina in tri hčere. Ti so sklenili razdeliti premoženje. Zakon pravi, da dobi v takšnem primeru mož četrtino zapuščine, sin pa dvakrat toliko kot hči. Rešitev: Oče dobi 1/4, sin 3/10, vsaka hči pa 3/20 premoženja.«
Prav gotovo je sodeloval tudi pri merjenju dolžine poldnevnika.
Poznal je Ptolemejevo delo na področju geografije. Popravil ga je in sistematiziral. Nadziral je delo 70 geografov, ki so izdelali zemljevid tedaj znanega sveta.